# Big Girls Don't Cry
Pour l’article homonyme, voir Big Girls Don't Cry (film).
Singles de Fergie
Glamorous
(2007) Clumsy
(2007)
Pistes de The Dutchess
Velvet Mary Jane Shoes
Big Girls Don't Cry est une chanson pop écrite par Fergie et Toby Gad pour le premier album solo de pop et RnB de cette première, The Dutchess, sorti en septembre 2006. La chanson est le quatrième single de Fergie. Ce single s'est classé numéro 1 aux États-Unis ainsi qu'en Australie. En juillet 2007, Fergie a chanté cette chanson au Concert pour Diana et au Live Earth. En août 2007, la chanson devient le troisième single numéro 1 de l'artiste au Billboard Hot 100. En 2008, elle est nommée aux Grammy Awards dans la catégorie de la meilleure performance Pop par une chanteuse. Le single se vend à plus de 8 210 000 de copies dans le monde.[réf. nécessaire]

## Clip vidéo
La production du clip commence le 30 mars 2007. Il est réalisé par Anthony Mandler.
Milo Ventimiglia, qui tient le rôle de Peter Petrelli dans la série télévisée Heroes joue ici le petit copain de Fergie.
Le clip débute par un plan où l'on voit Fergie descendre d'une Mustang 1969 rouge, et rentrer dans un entrepôt où elle retrouve son groupe. Ainsi durant toute la vidéo, les images alternent entre des plans où elle chante entourée de son groupe et des plans romantiques avec son petit ami.

## Versions
- CD single

1. "Big Girls Don't Cry" (Album Version) - 4:28
2. "Pedestal" - 3:22
3. "Big Girls Don't Cry" (Hommer Remix) - 5:37

- Single pour le Royaume-Uni et l'Australie

1. "Big Girls Don't Cry" - 4:29
2. "Pedestal" - 3:23

- CD Maxi

1. "Big Girls Don't Cry" (Album Version) - 4:28
2. "Pedestal" - 3:23
3. "Finally" (Live) - 3:50
4. "Big Girls Don't Cry" (Hommer Remix) - 5:37
5. "Big Girls Don't Cry" (Vidéo Clip)

- CD Maxi pour l'Allemagne et l'Australie

1. "Big Girls Don't Cry" (Album Version) - 4:28
2. "Pedestal" 3:22
3. "Finally" (Live) - 3:50
4. "Big Girls Don't Cry" (Vidéo Clip)

- Remixes

1. "Big Girls Don't Cry" (Remix) (featuring Sean Kingston) produced by JR Rotem - 3:54
2. "Big Girls Don't Cry" (Hommer Remix) - 5:37
3. "Big Girls Don't Cry" (DJ New Wave Remix) - 3:57

## Classement
| Pays                           | Meilleure position |
| ------------------------------ | ------------------ |
| Australie                      | 1                  |
| Autriche                       | 1                  |
| Brésil                         | 1                  |
| Canada                         | 1                  |
| Irlande                        | 1                  |
| Nouvelle-Zélande               | 1                  |
| Norvège                        | 1                  |
| Slovaquie                      | 1                  |
| États-Unis (Hot 100)           | 1                  |
| Argentine                      | 2                  |
| Chili                          | 9                  |
| Europe                         | 3                  |
| France                         | 11                 |
| Allemagne                      | 6                  |
| Mexique                        | 19                 |
| Suède                          | 4                  |
| Suisse                         | 3                  |
| Royaume-Uni                    | 2                  |
| Royaume-Uni (UK R&B)           | 1                  |
| Roumanie                       | 1                  |
| Singapour (Diffusions)         | 1                  |
| États-Unis (ARC Weekly Top 40) | 1                  |
| États-Unis (Pop)               | 1                  |
| Argentine                      | 5                  |
| Belgique                       | 6                  |
| Bulgarie (Diffusions)          | 3                  |
| Chili                          | 14                 |
| République tchèque             | 3                  |
| Pays-Bas                       | 3                  |
| Europe                         | 3                  |
| Finlande                       | 10                 |
| Allemagne                      | 6                  |
| Lettonie (Diffusions)          | 5                  |
| Pologne                        | 4                  |
| Suisse                         | 4                  |
| Amérique latine                | 9                  |